# Liste der Bundeswehrstandorte in Thüringen
Die Liste der Bundeswehrstandorte in Thüringen zeigt alle aktuellen Standorte, in denen Einheiten oder Posten der Bundeswehr im Land Thüringen stationiert sind. Geplante Verlegungen der Einheiten zu anderen Standorten, Umbenennungen und Auflösungen sowie Schließungen von Liegenschaften bzw. Standorten, sind ggf. in Klammern beschrieben. Die Abkürzungen, welche in Klammern hinter der jeweiligen Dienststelle bzw. Teilen von einer solchen aufgeführt sind, kennzeichnen die Zugehörigkeit zur jeweiligen Teilstreitkraft bzw. zum jeweiligen Organisationsbereich und stehen für:
- Teilstreitkräfte: Heer (H), Luftwaffe (L) und Marine (M).
- Militärische Organisationsbereiche: Streitkräftebasis (SKB), Cyber- und Informationsraum (CIR) und Zentraler Sanitätsdienst (ZSan).
- Zivile Organisationsbereiche: Ausrüstung, Informationstechnik und Nutzung (AIN), Personal (P) sowie Infrastruktur, Umweltschutz und Dienstleistungen (IUD).

Die Abkürzung ZMZ steht für die Zivil-Militärische Zusammenarbeit. Verbindungs-Dienststellen der ZMZ sind teilaktiv. Sie werden durch einen Stabsoffizier geführt, welcher als Vertreter der Bundeswehr im Kreis bzw. im Regierungsbezirk fungiert. Er ist mit dem Truppenausweis als Dienstausweis ausgerüstet.
Die Liste enthält außerdem Standorte, die von der Bundeswehr wegen ihrer geringen Dienstpostenanzahl offiziell nicht (mehr) als „Bundeswehrstandort“ angesehen werden. Sie sind auf der Karte grau markiert und in der Auflistung mit dem Zusatz „weniger als 15 Dienstposten“ versehen.

## Standorte
- Bad Frankenhausen
  - Kyffhäuser-Kaserne
    - Panzerbataillon 393 (H)
    - 1./4./6./Versorgungsbataillon 131 (H)
    - Unteroffizierschule des Heeres – Teile Lehrgruppe C (H)
    - Sanitätsversorgungszentrum Bad Frankenhausen (ZSan)
    - weitere Dienststellen

- Bad Salzungen
  - Werratal-Kaserne
    - Panzergrenadierbataillon 391 (H)
    - 3./Panzergrenadierbataillon 909 (nicht aktiv) (H)
    - 2./Versorgungsbataillon 131 (H)
    - Sanitätsversorgungszentrum Bad Salzungen (ZSan)
    - weitere Dienststellen

- Erfurt
  - Henne-Kaserne
    - Landeskommando Thüringen
    - Informationstechnikbataillon 383 (CIR)
    - 4./Feldjägerregiment 3 (SKB)
    - Heimatschutzkompanie Thüringen
    - Familienbetreuungszentrum Erfurt (TerrFüKdoBw)
    - Sanitätsunterstützungszentrum Erfurt (ZSan)
    - Sanitätsversorgungszentrum Erfurt (ZSan)
    - weitere Dienststellen

  - Löberfeld-Kaserne
    - Logistikkommando der Bundeswehr (SKB)
    - Karrierecenter der Bundeswehr Erfurt (P)
    - Luftwaffenmusikkorps Erfurt (SKB)

  - Bundeswehr-Dienstleistungszentrum Erfurt (IUD)
  - Truppendienstgericht Süd – 5./6. Kammer
  - weitere Dienststellen

- Gera
  - Pionier-Kaserne
    - Panzerpionierbataillon 701 (ZMZ) (H)
    - 4./Pionierbataillon 905 (nicht aktiv) (H)
    - Sanitätsversorgungszentrum Gera (ZSan)
    - weitere Dienststellen

- Gleina
  - Abgesetzter Technischer Zug 355 – RRP 117 (L)

- Gotha
  - Friedenstein-Kaserne
    - Aufklärungsbataillon 13 (H)
    - 3./Versorgungsbataillon 131 (H)
    - Sanitätsversorgungszentrum Gotha (ZSan)
    - weitere Dienststellen

- Mühlhausen (weniger als 15 Dienstposten)
  - Karriere- und Beratungsbüro Mühlhausen (P)

- Oberschönau
  - Kaserne am Rennsteig
    - Sportfördergruppe der Bundeswehr Oberhof (TerrFüKdoBw)

- Sondershausen
  - Karl-Günther-Kaserne
    - Unteroffizierschule des Heeres – Lehrgruppe C (H)
    - Logistikzentrum der Bundeswehr – Logistische Steuerstelle Sondershausen (SKB)
    - Sanitätsversorgungszentrum Sondershausen (ZSan)
    - weitere Dienststellen

- Suhl (weniger als 15 Dienstposten)
  - Karriere- und Beratungsbüro Suhl (P)